# ونیت علیا
ونیت علیا، روستایی از توابع بخش مرکزی شهرستان ایوان در استان ایلام ایران است.سراب ونیت از مناطق بکر و زیبای زاگرس‌می باشد که درفصلهای بهار وتابستان و پاییز میزبان گردشگرانی است که از راههای دور ونزدیک برای گذراندن اوقاتی به یادماندنی به این منطقه مراجعه می کنند.مردمان این روستا به گویش کوردی کلهری صحبت میکنند.

## جمعیت
این روستا در دهستان نبوت قرار دارد و براساس سرشماری مرکز آمار ایران در سال ۱۳۸۵، جمعیت آن ۱۷۸ نفر (۳۳خانوار) بوده‌است.